# Clergoux
Clergoux is een gemeente in het Franse departement Corrèze (regio Nouvelle-Aquitaine) en telt 374 inwoners (2004). De plaats maakt deel uit van het arrondissement Tulle.

## Geografie
De oppervlakte van Clergoux bedraagt 16,0 km², de bevolkingsdichtheid is 23,4 inwoners per km².
De onderstaande kaart toont de ligging van Clergoux met de belangrijkste infrastructuur en aangrenzende gemeenten.

## Demografie
Onderstaande figuur toont het verloop van het inwonertal (bron: INSEE-tellingen).

## Galerij

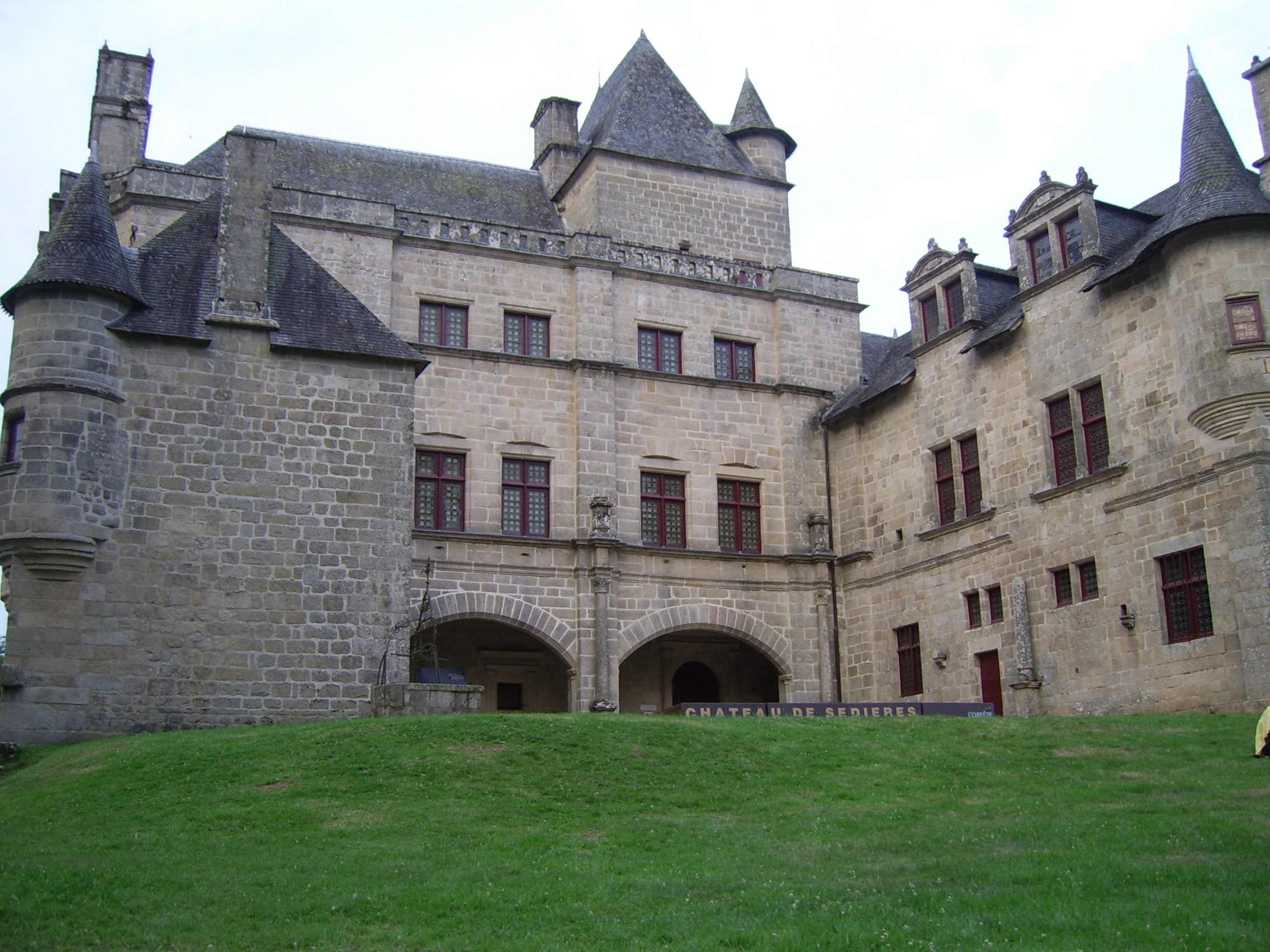
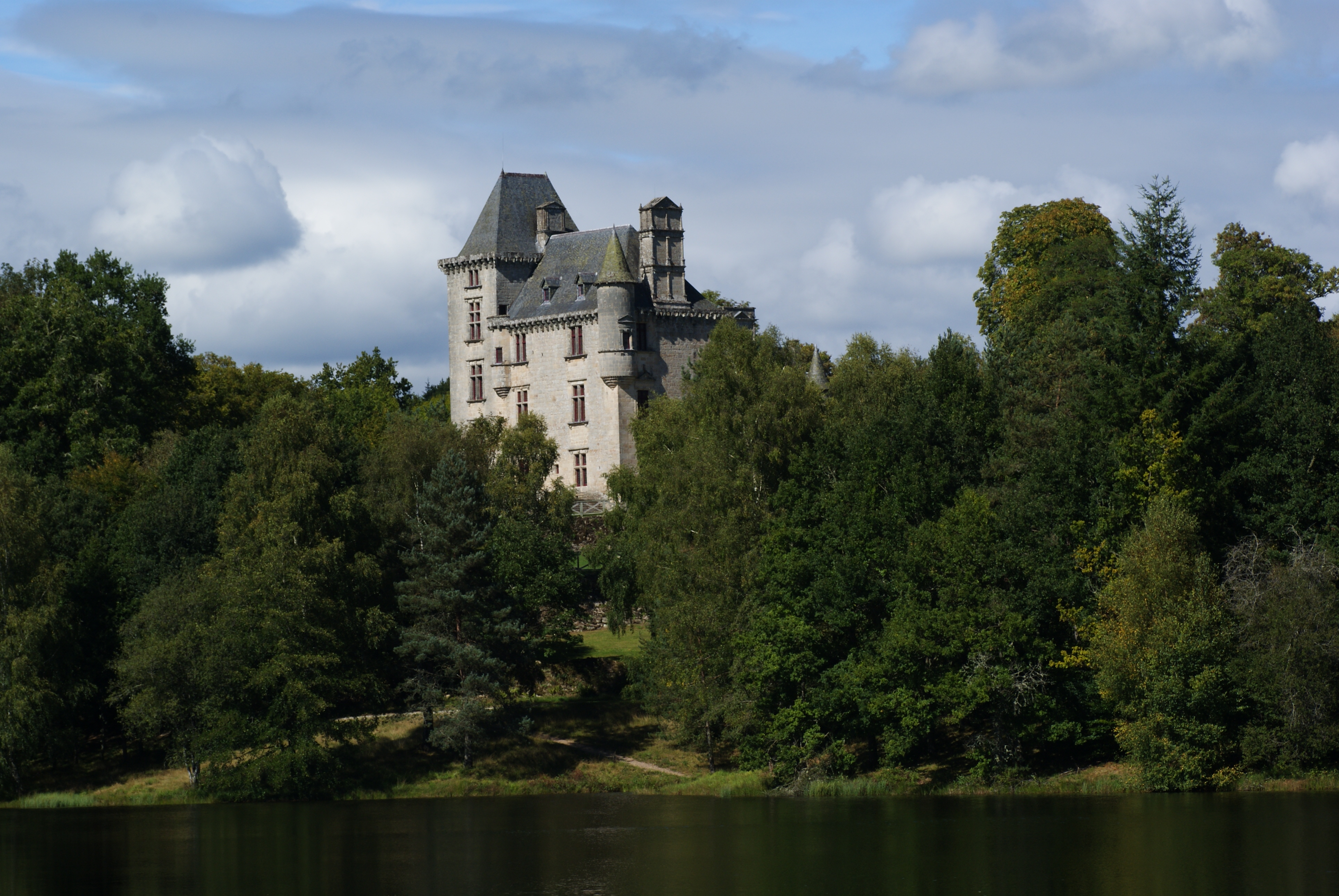

1. ↑  Populations de référence 2022.